# Nattapol Diloknawarit
Nattapol Diloknawarit (ณัฐพล ดิลกนวฤทธิ์; nascido em 9 de junho de 1994), conhecido pelo apelido de Max (แม็กซ์) é um ator, modelo e empresário tailandês. Ele é mais conhecido por seus papéis em Bad Romance (2016), Together with Me (2017), Bangkok Love Stories: Inocência (2018) e Manner of Death (2020).

## Início da vida e educação
Max nasceu em Banguecoque, Tailândia em 9 de junho de 1994. Formou-se em Comunicação pela Universidade de Chulalongkorn. Foi selecionado para ser um dos portadores de maça da Geração 5 da escola para a 70ª Chula–Thammasat Traditional Football Match em 2015.

## Carreira
Max apresentou um programa de variedades noturno no Channel 5, depois do qual se interessou em atuar e em 2016 estreou como ator como Korn, papel principal na série Bad Romance ao lado de Pakorn Thanasrivanitchai (Tul). Ele reprisou o papel nas séries Together with Me (2017) e Together with Me: The Next Chapter (2018).
Em 2018, Max conseguiu o papel principal como Keaton/Nawin na série Bangkok Love Stories: Inocência. Em 2020, ele estreou como Tan em Manner of Death.

## Vida pessoal
Max apoia abertamente a comunidade LGBT e os direitos LGBT na Tailândia. Em março de 2021, Max admitiu estar namorando a atriz Worranit Thawornwong (Mook) desde dezembro de 2020. O casal terminou o relacionamento em abril de 2022. Em 2023, Max realizou uma cirurgia para retirar três nódulos cancerígenos no intestino. Ele também revelou estar sofrendo de depressão.

## Filmografia

### Cinema
| Ano  | Título      | Personagem | Notas           |
| ---- | ----------- | ---------- | --------------- |
| 2024 | Kuman Thong | Sai Chon   | Papel principal |

### Televisão
| Ano  | Título                             | Personagem                    | Notas            | Canal               |
| ---- | ---------------------------------- | ----------------------------- | ---------------- | ------------------- |
| 2016 | Bad Romance                        | Kannapat Pithachaichan (Korn) | Papel principal  | PPTV                |
| 2017 | Together with Me                   | Korn                          | Papel principal  | LINE TV             |
| 2018 | Together with Me: The Next Chapter | Korn                          | Papel principal  | LINE TV             |
| 2018 | Sapai Ka Fak                       | Smartcha                      | Papel recorrente | Channel 3           |
| 2018 | Saneha Stories: Paopao             | Nueng                         | Papel principal  | AIS Play            |
| 2018 | Bangkok Love Stories: Inocência    | Keaton/Nawin                  | Papel principal  | GMM 25              |
| 2020 | Woon Ruk Nakkao                    | Thanat Natinat/Nat            | Papel recorrente | PPTV                |
| 2020 | Singha Na Ka                       | Sadayu                        | Papel recorrente | Channel 3           |
| 2020 | Manner of Death                    | Tan                           | Papel principal  | WeTV                |
| 2022 | Nha Harn                           | Ele mesmo                     | Papel convidado  | AIS Play, Channel 3 |
| 2022 | Triage                             | Tan                           | Papel convidado  | AIS Play            |
| 2022 | Club Sapan Fine 2ª Temporada       | Bajang                        | Papel principal  | AIS Play            |
| 2022 | River of Dreams                    | Nawa                          | Papel principal  | Thai PBS            |
| 2023 | Liar                               | Thasani                       | Papel recorrente | Amarin TV 34 HD     |
| 2023 | Love Senior                        | Max                           | Papel convidado  | GMM 25, WeTV        |
| 2024 | The Outing                         | Chess                         | Papel principal  | Viu                 |
| 2024 | The Musical Murder                 | Paphangkorn                   | Papel recorrente | MONOMAX             |
| 2024 | Mhom Ped Sawan                     | Prajong                       | Papel recorrente | Thai PBS            |
| 2024 | Petrichor                          | Kawin Kanwanit                | Papel recorrente | iQIYI, One31        |
| TBA  | Red Peafowl                        | Die Bai                       | Papel recorrente |                     |